# Numb Chucks
Numb Chucks é uma série de desenho animado canadense, que é exibida pelo canal YTV, a série foi ao ar em 7 de janeiro de 2014. A série é produzida por Jam Filled Entretenimento e 9Story Entertainment, em associação com a YTV. A série foi produzida com a participação The Canadian Film or Video Production Tax Credit, The Canadian Media Fund, Ontario Film and Television Tax Credit, Ontario Computer Animation, Special Effects Tax Credit e com a participação financeira do The Shaw Rocket Fund. Em 18 de fevereiro de 2014, foi anunciado que o Cartoon Network Brasil comprou os direitos da série de animação para ir ao ar na sua programação que terá início em 7 de julho de 2014. Em Portugal a série estreia em 15 de setembro de 2014.

## Personagens
- Dilweed - marmota bege que tem uma faixa amarela na cabeça. E o mais corajoso da dupla.
- Fungus - marmota marrom que tem uma faixa branca na cintura e e o mais bobalhão da dupla.
- Quills - uma porca-espinha roxa, melhor amiga de Dillweed e Fungus que toma conta de uma lanchonete.
- Buford - um carneiro vizinho de Dillweed e Fungus que não suporta os dois devido as suas atitudes malucas.
- Hooves - um alce que também e um dos vizinhos de Dillweed e Fungus que despreza eles.
- Vovó Butternut - uma velha ovelha avó do Buford que e simpatica com Dillweed e Fungus. Ela tem uma queda por Hooves.
- Woodchuck Morris - marmota estrela de vários filmes de artes marciais. É o ídolo de Dillweed e Fungus.

### Dublagem Brasileira
- Dillweed - Fred Mascarenhas
- Fungus - Márcio Aguena
- Quills - Carol Crespo
- Hooves - Sérgio Moreno
- Buford - Airam Pinheiro
- Woodchuck Morris - Luiz Sérgio Navarro
- Direção de dublagem - Luiz Sérgio Navarro
- Distribuição - Paris Video
- Versão brasileira, Sérgio Moreno Filmes

### Dobragem Portuguesa
- Dillweed - Mário Bomba
- Fungus - Rogério Jacques